# نظرة تاريخية عن إخماد الحرائق الجامحة في الولايات المتحدة
كان لإطفاء الحرائق البرية في الولايات المتحدة تاريخ طويل ومتنوع. في القرن العشرين، سريعًا ما أُخمدت جميع أشكال الحرائق البرية، سواء كانت طبيعية أو غير طبيعية، خوفًا من الحرائق المدمرة التي لا يمكن السيطرة عليها مثل حريق بيشتيغو سنة 1871 والحريق الكبير سنة 1910. في ستينيات القرن العشرين، تغيرت السياسات التي تحكم إخماد الحرائق الهائلة، بسبب الدراسات البيئية التي أدركت أن الحرائق عملية طبيعية ضرورية للنمو الجديد. وفي الوقت الحالي، بُدلت السياسات التي تدعو إلى إخماد الحرائق بسياسات تشجع على استخدام الحرائق البرية، أو السماح للحرائق بالعمل أداةً، كما هو الحال مع الحرائق المسيطر عليها.

## القرن التاسع عشر ومكافحة الحرائق مبكرًا
مع هطول الأمطار الغزيرة، في الجانب الشرقي من الولايات المتحدة، تُعد حرائق الغابات صغيرة نسبيًا ونادرًا ما تشكل خطرًا كبيرًا على الحياة والممتلكات. ومع انتقال المستوطنات غربًا إلى مناطق أكثر جفافًا، اندلعت أول الحرائق واسعة النطاق. إذ كانت حرائق السهول الكبرى وحرائق الغابات في جبال روكي أكبر بكثير وأكثر تدميرًا من أي وقت مضى في الشرق.
تأسست حديقة يلوستون الوطنية سنة 1872 وهي أول حديقة وطنية في العالم. ضعفت إدارة الحديقة على مدى سنوات عديدة تلت تأسيسها، إلى أن تولت القوات البرية للولايات المتحدة سنة 1886 مسؤولية حمايتها. وعند وصولهم إلى الحديقة، وجد الجيش العديد من الحرائق المشتعلة في المناطق المتقدمة وكذلك في المناطق التي لم يكن من الممكن السيطرة عليها. وقرر القائد أن الحرائق التي يسببها الإنسان على طول الطرق تشكل أكبر تهديد للبيئة، وأن الجيش سيركز جهوده في مجال الإخماد بالسيطرة على تلك الحرائق. لم يوجد ما يكفي من الجنود لمكافحة جميع الحرائق. وهكذا، اتخذ مدير الأراضي الاتحادية أول قرار واعٍ بالسماح لبعض الحرائق مع السيطرة على حرائق أخرى. وطبقت سياسة إخماد الحرائق أيضًا على المتنزهات الوطنية في سيكويا والجنرال غرانت ويوسيميتي عندما أنشئت سنة 1890، وبدأت دوريات الجيش للوقاية من الحرائق وتعديات الماشية وقطع الأشجار غير القانوني.
وكان لعدد من حوادث الحرائق الكارثية على مر السنين تأثير كبير في سياسات إدارة الحرائق. إذ وقعت أسوأ خسارة في الأرواح في تاريخ الولايات المتحدة بسبب حريق هائل سنة 1871 عندما اجتاح حريق بيشتيغو ويسكونسن، ما أسفر عن مقتل أكثر من 1500 شخص. وساهم حريق سانتياغو كانيون سنة 1889 في كاليفورنيا، وخصوصًا الحريق الكبير سنة 1910 في مونتانا وأيداهو، في تعزيز الفلسفة القائلة بأن الحريق خطر ينبغي إخماده. وكان الحريق الكبير الذي حدث سنة 1910 قد أحرق  12 ألف كيلومتر مربع، ودمر عددًا من المجتمعات المحلية، وقتل 86 شخصًا، ودفع هذا الحادث وكالات مختلفة لإدارة الأراضي إلى التشديد على إخماد الحرائق الهائلة. اتبعت وكالات الأراضي التابعة لحكومة الولايات المتحدة، متضمنةً إدارة المتنزهات الوطنية، سياسات إدارة الحرائق التي وضعتها دائرة الغابات الأمريكية، التي تشرف على معظم الغابات في البلاد، وهذا من شأنه أن يؤدي إلى تمرير قانون ويكس عام 1911.

## الإخماد

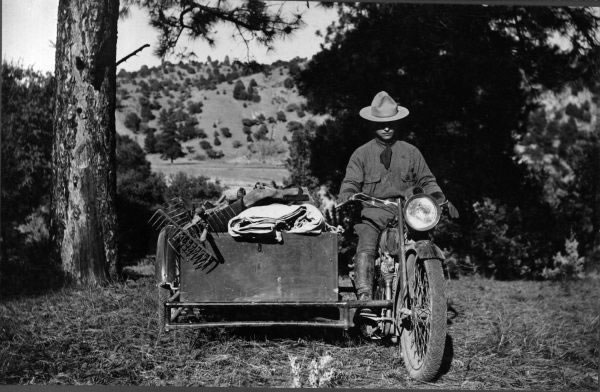
دراجة لرجل الاطفاء في دائرة الفابات في الولايات المتحدة مع المعدات في العربة الجانبية سنة 1917

قبل منتصف القرن العشرين، اعتقد معظم مديري الغابات أنه يجب إخماد الحرائق في جميع الأوقات. وبحلول سنة 1935، نصت سياسة إدارة حرائق الغابات في الولايات المتحدة على ضرورة إخماد جميع حرائق الغابات بحلول الساعة العاشرة صباحًا بعد رصدها لأول مرة. إذ أنشئت أطقم لمكافحة الحرائق في جميع أنحاء الأراضي العامة، ويعمل بها عمومًا الشبان خلال مواسم الحرائق. وبحلول سنة 1940، كان رجال الإطفاء المعروفون باسم قافزي الدخان يقفزون بالمظلات من الطائرات لإخماد النيران في الأماكن النائية. ومع بداية الحرب العالمية الثانية، أُنشئ 8000 برج لمراقبة الحرائق في الولايات المتحدة. ورغم هدم العديد منها بسبب زيادة استخدام الطائرات لكشف الحرائق، لا تزال ثلاث منها تُستخدم في يلوستون. كانت جهود مكافحة الحرائق ناجحة للغاية، إذ انخفضت المساحة التي أحرقتها حرائق الغابات من متوسط سنوي بلغ 120,000 كيلو متر مربع في الثلاثينيات، إلى ما بين 8,100 كيلو متر مربع و20,000 كيلو متر مربع في الستينيات.
كانت الحاجة ماسة إلى الأخشاب خلال الحرب العالمية الثانية، وكانت الحرائق التي دمرت الأراضي الخشبية غير مقبولة. سنة 1944، وضعت دائرة الغابات الأمريكية حملة إعلانية للمساعدة في تثقيف الجمهور بأن جميع الحرائق ضارة، وذلك باستخدام رسم كرتوني للدب الأسود يُسمى الدب المدخن. ولا يزال بالإمكان رؤية هذا الدب الشهير الذي يكافح الحرائق على الملصقات التي تحمل شعار «أنت وحدك القادر على منع حرائق الغابات». ضللت الملصقات الأولية لدب سموكي الجمهور وجعلته يعتقد أن حرائق الغابات الغربية معظمها من صنع الإنسان. ففي يلوستون، يتراوح معدل الحرائق التي يسببها البشر بين 6 و10 حرائق سنويًا، في حين يسبب البرق 35 حريقًا بريًا.
أدرك بعض الباحثين، وكذلك بعض شركات الأخشاب والمواطنين العاديين، أن الحرائق هي حالة طبيعية في العديد من النظم الإيكولوجية. وتساعد النار على تنظيف الطبقة السفلية والمادة النباتية الميتة، ما يسمح لأنواع الأشجار المهمة اقتصاديًا بالنمو بأقل منافسة على المواد المغذية. وغالبًا ما يحرق الأمريكيون الأصليون الغابات لتقليل النمو الزائد وزيادة الأراضي العشبية لفرائس الحيوانات الكبيرة مثل البيسون والأيل.
عندما تأسست دائرة الغابات في الولايات المتحدة سنة 1905، وأصبحت المهمة الرئيسية لدائرة الغابات إخماد جميع الحرائق في محميات الغابات التي تديرها. سنة 1916، تأسست إدارة المتنزهات الوطنية وتولى إدارة المتنزهات الجيش. وبعد نهج إدارة الغابات، أصبح إخماد الحرائق السياسة الوحيدة لمكافحة الحرائق واستمر في المتنزهات الوطنية على مدى خمسة عقود متتالية. وشكك بعض الحراجيين في المنطق الاقتصادي لجهود الإخماد هذه. ومع ذلك، فإن الحرائق الواسعة النطاق سنة 1910 عززت خدمة الغابات إذ ظلت المنظمة الرئيسية لمكافحة الحرائق وإخماد الحرائق السياسة الوحيدة لمكافحة الحرائق لجميع وكالات إدارة الأراضي الاتحادية حتى أواخر الستينيات.
كان إخماد الحرائق الكامل هو الهدف، مع أن هذه الجهود المبكرة كانت أقل من ناجحة حتى ظهور المركبات والمعدات والطرق خلال الأربعينات. ومنذ سنة 1924، حث أخصائي البيئة ألدو ليوبولد بأن حرائق الغابات تعود بالنفع على النظم الإيكولوجية، وأنها ضرورية للتكاثر الطبيعي للعديد من أنواع الأشجار والنباتات. وعلى مدى السنوات الـ 40 التالية، ازداد عدد علماء الغابات والبيئة المؤيدين لفوائد حرائق الغابات في النظم البيئية. إذ سمح بعض المديرين بانتشار الحرائق منخفضة الشدة في المناطق النائية ما لم تهدد موارد أو مرافق قيّمة، ولكن بحلول عام 1934 نُفذت سياسة لإخماد جميع الحرائق بحلول العاشرة صباحًا من فترة الحرق التالية. وأدى ذلك إلى تراكم الوقود في بعض النظم الإيكولوجية مثل أشجار الصنوبر البندوروسية وغابات تنوب دوغلاس.